# Mistrzostwa Azji w Zapasach 1996
Mistrzostwa Azji w zapasach w 1996 roku rozegrano w dniach od 4 do 10 kwietnia w chińskim mieście Xiaoshan. Zawody były zarazem turniejem kwalifikacyjnym na Igrzyska w Atlancie 1996. Po raz pierwszy rozegrano konkurencje kobiece. W imprezie brała udział jedna zawodniczka spoza Azji, Amerykanka Patricia Saunders. Zdobyła złoty medal w kategorii 50 kg.

## Wyniki mężczyźni

### styl wolny
| Waga   | Złoto:            | Srebro:                      | Brąz:                  |
| 48 kg  | Kim Il-ong        | Luwsan-Iszijn Serglenbaatar  | Władimir Torgowkin     |
| 52 kg  | Adhamjon Ochilov  | Hideo Sasayama               | Behnam Tajjebi         |
| 57 kg  | Ri Yong-sam       | Cerenbaataryn Cogtbajar      | Mohammad Talaji        |
| 62 kg  | Takahiro Wada     | Jang Jae-sung                | Abbas Hadżdż Kenari    |
| 68 kg  | Boris Budajew     | Hwang Sang-ho                | Amir Tawakkolijan      |
| 74 kg  | Park Jang-soon    | Magomied Kuruglijew          | Isa Momeni             |
| 82 kg  | Rusłan Chinczagow | Yang Hyun-mo                 | Ali Reza Hejdari       |
| 90 kg  | Rasul Chadem      | Isłam Bajramukow             | Tatsuo Kawai           |
| 100 kg | Abbas Dżadidi     | Dolgorsürengijn Sumjaabadzar | Konstantin Aleksandrow |
| 130 kg | Ebrahim Mehraban  | Feng Aigang                  | Igor Klimow            |

### styl klasyczny
| Waga   | Złoto:               | Srebro:            | Brąz:                 |
| 48 kg  | Sim Kwon-ho          | Kang Yong-gyun     | Hiroshi Kado          |
| 52 kg  | Chalid al-Faradż     | Ha Tae-yeon        | Sherzod Xudoyberdiyev |
| 57 kg  | Jurij Mielniczenko   | Kenkichi Nishimi   | Sheng Zetian          |
| 62 kg  | Choi Sang-sun        | Ahad Pazadż        | Hu Guohong            |
| 68 kg  | Son Sang-pil         | Grigoriy Pulyayev  | Yasushi Miyake        |
| 74 kg  | Kim Jin-soo          | Takamitsu Katayama | Baktijar Bajsejytow   |
| 82 kg  | Däulet Turłychanow   | Park Myung-suk     | Raatbek Sanatbajew    |
| 90 kg  | Siergiej Matwijenko  | Rozy Rejepow       | Ueon Jin-han          |
| 100 kg | Anatolij Fiedorienko | Ba Yanchuan        | Takashi Nonomura      |
| 130 kg | Liu Guoke            | Ken’ichi Suzuki    | Shermuhammad Qoʻziyev |

## Wyniki kobiety

### styl wolny
| Waga  | Złoto:            | Srebro:         | Brąz:                  |
| 44 kg | Shōko Yoshimura   | Chiu Jui-fen    | Cristina Villanueva    |
| 47 kg | Miho Adachi       | Zhong Xiu’e     | Chang Wen-hsia         |
| 50 kg | Patricia Saunders | Kozue Kimura    | Liu Hongmei            |
| 53 kg | Ryōko Sakae       | Huang Chiu-yueh | Gemma Silverio         |
| 57 kg | Mariko Shimizu    | Huang Chia-chi  | Swietłana Wołkowa      |
| 61 kg | Mikiko Miyazaki   | Kong Yan        | Huang Wan-ling         |
| 65 kg | Yayoi Urano       | Wang Chaoli     | Wu Huei-li             |
| 70 kg | Kyōko Hamaguchi   | Lee Yen-hiu     | tylko dwie zawodniczki |
| 75 kg | Liu Dongfeng      | Sha Ling-li     | Reiko Sumiya           |